# Campeonato Femenino de la OFC 1998
El Campeonato Femenino de la OFC de 1998 fue la sexta edición de la máxima competición femenina de fútbol a nivel selecciones en Oceanía, celebrada en Nueva Zelanda. Participaron seis selecciones que se dividieron en dos grupos de tres equipos cada uno, donde mediante el sistema de todos contra todos definiría a los dos primeros de cada grupo como semifinalistas. Los ganadores de cada semifinial se enfrentarían entre sí para definir al campeón. El ganador de la competición clasificaría para la Copa Mundial Femenina de Fútbol de 1999.

## Equipos participantes
En cursiva los debutantes.
| Equipos participantes | Equipos participantes | Equipos participantes |
| --------------------- | --------------------- | --------------------- |
| Australia             | Nueva Zelanda         | Samoa                 |
| Fiyi                  | Papúa Nueva Guinea    | Samoa Americana       |

## Resultados

### Primera ronda

#### Grupo A
| Equipo        | Pts | PJ | PG | PE | PP | GF | GC | Dif |
| ------------- | --- | -- | -- | -- | -- | -- | -- | --- |
| Nueva Zelanda | 6   | 2  | 2  | 0  | 0  | 35 | 0  | +35 |
| Fiyi          | 3   | 2  | 1  | 0  | 1  | 5  | 14 | -9  |
| Samoa         | 0   | 2  | 0  | 0  | 2  | 0  | 26 | -26 |

| 9 de octubre de 1998 | Nueva Zelanda | 21:0 | Samoa | Mount Smart Stadium, Auckland |  |

| 11 de octubre de 1998 | Nueva Zelanda | 14:0 | Fiyi | Mount Smart Stadium, Auckland |  |

| 13 de octubre de 1998 | Fiyi | 5:0 | Samoa | Mount Smart Stadium, Auckland |  |

#### Grupo B
| Equipo             | Pts | PJ | PG | PE | PP | GF | GC | Dif |
| ------------------ | --- | -- | -- | -- | -- | -- | -- | --- |
| Australia          | 6   | 2  | 2  | 0  | 0  | 29 | 0  | +29 |
| Papúa Nueva Guinea | 3   | 2  | 1  | 0  | 1  | 9  | 8  | +1  |
| Samoa Americana    | 0   | 2  | 0  | 0  | 2  | 0  | 30 | -30 |

| 9 de octubre de 1998 | Australia | 21:0 | Samoa Americana | Mount Smart Stadium, Auckland |  |

| 11 de octubre de 1998 | Australia | 8:0 | Papúa Nueva Guinea | Mount Smart Stadium, Auckland |  |

| 13 de octubre de 1998 | Papúa Nueva Guinea | 9:0 | Samoa Americana | Mount Smart Stadium, Auckland |  |

### Ronda final
|  | Semifinales             | Semifinales             |   |                         | Final                   | Final |  |
|  |                         |                         |   |                         |                         |       |  |
|  |                         |                         |   |                         |                         |       |  |
|  | Auckland, 15 de octubre |                         |   |                         |                         |       |  |
|  | Nueva Zelanda           | 5                       |   |                         |                         |       |  |
|  | Papúa Nueva Guinea      | 0                       |   |                         |                         |       |  |
|  |                         |                         |   |                         |                         |       |  |
|  |                         |                         |   |                         | Auckland, 17 de octubre |       |  |
|  |                         |                         |   |                         | Nueva Zelanda           | 1     |  |
|  |                         | Australia               | 3 |                         |                         |       |  |
|  |                         |                         |   |                         |                         |       |  |
|  |                         |                         |   |                         |                         |       |  |
|  |                         |                         |   |                         | Tercer lugar            |       |  |
|  | Auckland, 15 de octubre | Auckland, 15 de octubre |   | Auckland, 17 de octubre | Auckland, 17 de octubre |       |  |
|  | Australia               | 17                      |   | Papúa Nueva Guinea      | 7                       |       |  |
|  | Fiyi                    | 0                       |   |                         | Fiyi                    | 1     |  |

#### Semifinales
| 15 de octubre de 1998 | Nueva Zelanda | 5:0 | Papúa Nueva Guinea | Mount Smart Stadium, Auckland |  |

| 15 de octubre de 1998 | Australia | 17:0 | Fiyi | Mount Smart Stadium, Auckland |  |

#### Tercer lugar
| 17 de octubre de 1998 | Papúa Nueva Guinea | 7:1 | Fiyi | Mount Smart Stadium, Auckland |  |

#### Final
| 17 de octubre de 1998 | Nueva Zelanda | 1:3 | Australia | Mount Smart Stadium, Auckland |  |

| Australia      |
| Australia      |
| Segundo título |

## Posiciones finales
| Equipo | Equipo             | Pts | PJ | PG | PE | PP | GF | GC | Dif | Rend   |
| ------ | ------------------ | --- | -- | -- | -- | -- | -- | -- | --- | ------ |
| 1      | Australia          | 12  | 4  | 4  | 0  | 0  | 49 | 1  | +48 | 100,0% |
| 2      | Nueva Zelanda      | 9   | 4  | 3  | 0  | 1  | 41 | 3  | +38 | 75,0%  |
| 3      | Papúa Nueva Guinea | 6   | 4  | 2  | 0  | 2  | 16 | 14 | +2  | 50,0%  |
| 4      | Fiyi               | 3   | 4  | 1  | 0  | 3  | 6  | 38 | -32 | 25,0%  |
| 5      | Samoa              | 0   | 2  | 0  | 0  | 2  | 0  | 26 | -26 | 00,0%  |
| 6      | Samoa Americana    | 0   | 2  | 0  | 0  | 2  | 0  | 30 | -30 | 00,0%  |

## Clasificado alMundial de 1999
| Australia |
| Australia |